# Grausame Töchter
Grausame Töchter (traduïble al català com a Filles Cruels o Filles Horribles) és una banda de música electrònica alemanya femenina fundada a Hamburg el 2009 caracteritzada per la confluència de nombroses formes i gèneres com el EBM, punk, futurepop, trip hop, techno, noise, dark wave o la chanson.
Les seves aparicions en directe (restringides a majors de 18 anys) inclouen una sèrie de pràctiques BDSM, cunnilingus, nus parcials (toples) o totals, l'ús reiterat de símbols anticristians com les conegudes creus invertides, manifestacions de temàtica LGTB, freqüents tocaments de zones erògenes, que creen una atmosfera de fort contingut sadomasoquista i pornogràfic (amb tocs de satanisme), al que se suma el fet que els seus components acostumen a lluir davant el públic peces extremadament curtes i ajustades com tangues, arnesos, pasties o sostenidors de cuir o altres materials, dins del més radical estil punky, que solen deixar pràcticament tot el cos a l'aire, donant-se fins i tot casos de concerts en què la seva líder, la polèmica solista, fotògrafa i ballarina (formada com a tal des dels seus primers anys a la Stage School of Music, Dance & Drama d'Hamburg) Anna Pehlitz, coneguda artísticament com Aranea Peel, no ha dubtat a incorporar a l'espectacle moments de manifest caràcter provocador com sotmetre la baixista Era Kreuz a tota mena de vexacions i tortures com orinar sobre ella (el que es coneix com a «pluja daurada»), apagar-li una cigarreta al cap o destrossar-li la roba amb un ganivet fins a deixar-la sense res o ella mateixa quedar-se completament nua a meitat de la cançó, col·locar-se entre les cames un penis de làtex que una altra de les integrants de la banda s'introdueix a la boca fingint una fel·lació o que s'està masturbant a la vista dels espectadors, cosa que ha fet que, segons la mateixa cantant, hi hagi hagut «fins i tot sexe davant de l'escenari».
Entre la seva discografia es troben temes tan provocadors com Bis das Blut Fließt (Fins que la sang flueixi) i Drecksau (Bastardo) (2011), Lust und Tod (Luxúria i mort) i Ficken ist ein Schlimmes Wort (Follar és una paraula dolenta) (els dos de 2014), Ich Liebe meine Vagina (Estimo la meva vagina o M'encanta la meva vagina) i Los Schlampe, Ficken Geht Immer! (Anem gossa, follar sempre és possible!) (tots dos de 2016) o Klinik (maig de 2020), primer avançament del seu sisè àlbum d'estudi i el videoclip del qual només es va poder visionar inicialment de manera completa al lloc web Patreon.
En el cinquè àlbum de la banda (Engel im Rausch, 2018) es troben dues versions d'altres peces de l'anomenada Neue Deutsche Welle (NDW), sorgida a Alemanya entre 1976 i mitjans dels anys 1980: Goldener Reiter, de Joachim Witt i Rosemarie d'Hubert Kah.
Des de les seves primeres aparicions en públic el 2010, han actuat per Alemanya (sala de festes Römer [Bremen], Helvete Metal Club d'Oberhausen [maig. 2019], les edicions de 2013, 2016 i 2019 del Wave-Gotik-Treffen que anualment se celebra al Felsenkeller [Leipzig], entre d'altres), Utrecht (Països Baixos, juliol de 2013), Praga (República Txeca, novembre de 2014), Sittard (Països Baixos, març de 2015), Anvers (Bèlgica, abril de 2015), Leiría (Portugal, 25 agost de 2016), Waregem (Bèlgica, desembre de 2016), Pàdua (Itàlia, març de 2018), Bratislava (Eslovàquia, maig de 2018), Maribor (Eslovènia, maig de 2018), Oberhausen (Helvete Metal Club, maig de 2019), etc.

## Història i influències musicals
El grup va ser creat a Hamburg (Alemanya) el 2009, més concretament per la cantant Aranea Peel (veu principal) i el bateria, productor i mesclador musical Gregor Hennig.
A partir d'aquell moment es van produir per part del duo una sèrie de contactes, enregistraments i estudis musicals orientats a trobar una «etiqueta» que d'alguna manera els diferenciés d'altres bandes paral·leles (majoritàriament masculines), així com la recerca dels mitjans necessaris econòmics per a la presentació en viu. Finalment, va ser el productor del segell discogràfic Dark Dimensions (Scanner) Francesco d'Angelo qui després d'assistir a un concert celebrat a Coblenza el 2010 els va oferir un contracte que uns mesos després culminaria amb l'enregistrament del seu primer àlbum (Mein eigentliches Element), publicat l'abril de 2011. Des de llavors compaginen els enregistraments de discos amb les actuacions en directe, ressaltant en aquest últim cas la participació juntament amb les integrants «fixes» de la banda d'un nodrit conjunt de persones (generalment dones) que amb assiduïtat són convidades a pujar a l'escenari com a espontànies instrumentistes, cantants o performers.
Una cosa semblant passa amb els membres de la formació, tenint en compte que el mateix cofundador de la banda Gregor Hennig (bateria), Era Kreuz (baix), Kasimiria Ratke (cors, coreografies i percussió), Bojana Tadic (violoncel) o Michael Gross (trompeta) només solen intervenir en aquestes últimes.
Quant a l'aparent estil artístic, resulta molt difícil incloure-les de manera més o menys rigorosa en algun d'ells, caracteritzades sobretot per la confluència de nombroses formes i gèneres musicals com el techno, el futurepop, l'electronic body music, el punk, el dark wave, el trip hop,... així com d'elements més tradicionals procedents del món de la chanson, el cabaret, el tango, la polca, el vals, etcètera.
El mateix pot assegurar-se del creixent nombre d'instruments, principalment electrònics, emprats pel grup, destacant al costat dels tradicionals, d'una banda, de rock (ja utilitzats en els seus primers concerts) com la bateria, el baix o la guitarra altres menys usuals com el piano, el violoncel, la trompeta o l'acordió, entre d'altres.
Respecte al contingut de les lletres «anàrquicament descarades i brutes», aquestes tracten sobre temes relativament habituals en bandes del denominat «costat fosc» com el sadomasoquisme, l'homosexualitat, la blasfèmia, la sociopatia, les fantasies orgàsmiques o els abismes socials, si bé les inusuals posades en escena de les mateixes a base de «fuets, restriccions, laca i cuir, fetitxisme, molta sang falsa i encara més pell nua» ho han convertit en un dels grups més provocadors del panorama musical contemporani.
- El 16 de maig de 2016 a Wave-Gotik-Treffen
- El 8 de juny de 2019 a Wave-Gotik-Treffen

### 2021:Zyklus
L'abril del 2021, concretament el dia 9, va sortir a la venda el doble àlbum Zyklus compost per quinze temes en què es descriuen l'origen del món (entès com el començament d'un cicle interminable d'errors i destruccions) i la seva fi (Alpha i Omega), així com un CD en què s'inclouen deu cançons clàssiques alemanyes escrites en el seu moment pels compositors Frederick Hollander, Kurt Weill i Hanns Eisler i interpretades anys enrere per Aranea Peel i The Bremer Salon Orchester al Kurt Weill-Festival de Dessau.

## Imatge pública

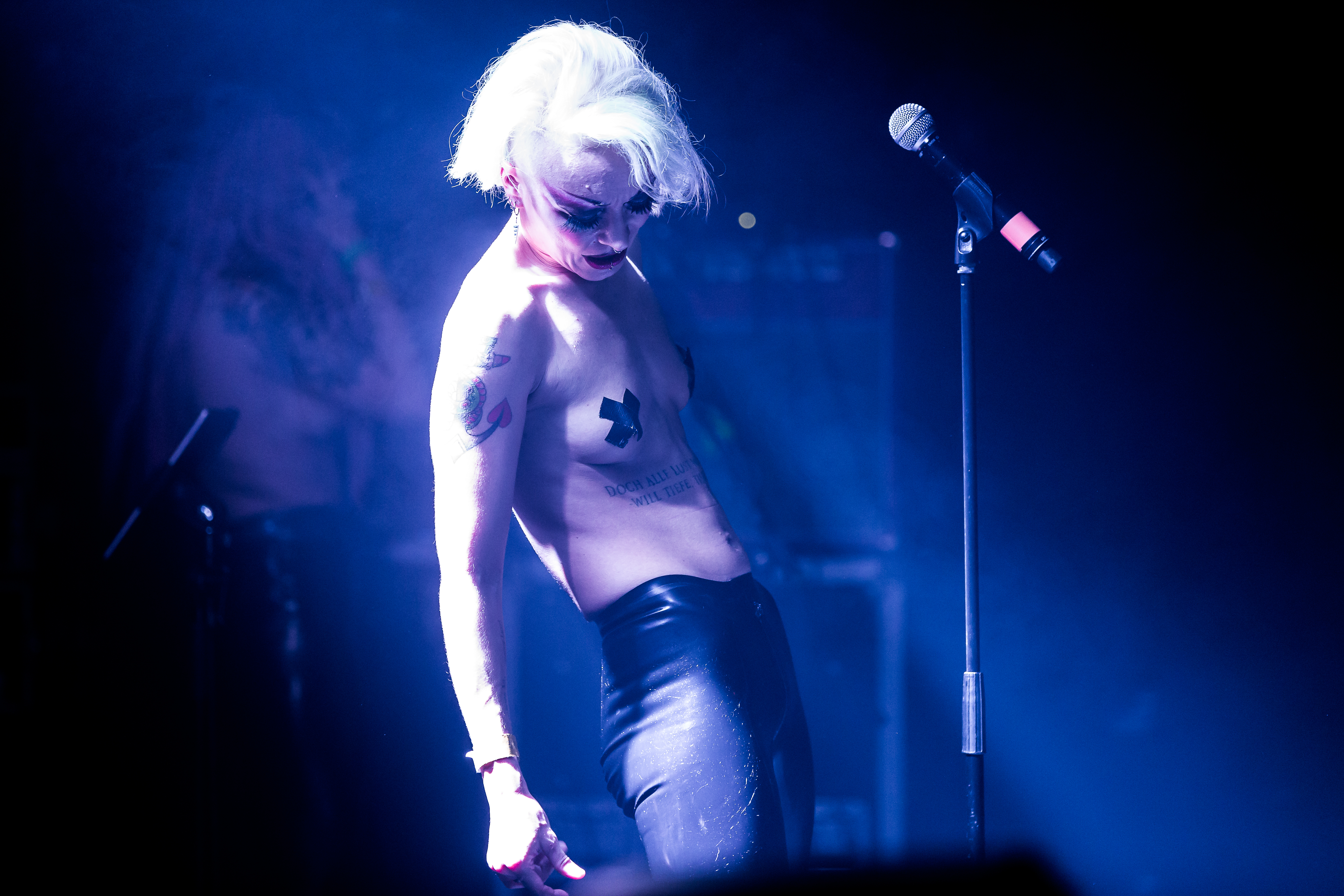
Aranea Peel. el 8 de juny de 2019 al 28è Wave-Gotik-Treffen, a Leipzig (Alemanya).

Com ja s'ha esmentat amb anterioritat, les components del grup utilitzen davant del públic tota mena de peces extremadament curtes i ajustades de les quals solen desfer-se totalment a voltes amb «fredor emocional».
Aranea Peel per la seva banda, qui segons el crític musical Andreas F. «considera els tabús com un terme estranger», acostuma a lluir una sèrie de looks ben diferents que comprenen des de llargs vestits de festa de tons intensos i ombrívols que la cobreixen enterament, passant per sortir a l'escenari amb els pits a l'aire, si bé en alguns casos dissimula els mugrons amb trossos de cinta adhesiva negra o pintures corporals, fins a arribar a quedar-se al mig de l'actuació completament nua:
| « | Pot passar fàcilment que els dits d'una mà siguin suficients per explicar quantes peces de roba hi ha a l'escenari durant l'actuació. | » |

El 2016 la revista de música i cultura alternativa alemanya Orkus va llançar juntament amb el seu número especial de maig-juny (publicat amb motiu del 20è aniversari de l'aparició del magazine) una estora de ratolí on apareixien la cantant i quatre components més de la formació seminues a la barra d'un bar.
Però potser l'esdeveniment més transgressor protagonitzat per l'artista conegut fins ara hagi estat el que va tenir lloc el 3 de novembre de 2010 a Berlín en ocasió de la interpretació del tema instrumental Wie eine Schlange (Com una serp), inclòs a l'any següent al primer àlbum d'estudi de la banda (Mein eigentliches Element, 2011), en què la seva parella masculina, després de treure-li la folgada capa negra d'aparença gòtica que la cobria per complet, li va estar llepant el sexe durant gairebé els més de cinc minuts que va durar la performance.

## Discografia

### Àlbums d'estudi
| • 'Mein eigentliches Element' (1 d'abril de 2011) |
| --- |
| (Scanner) 1. Untergang 2. Mephisto 3. Beleidigte Engel 4. Bis das Blut Fließt 5. Freundin 6. Wie eine Schlange 7. Liebestod 8. Drecksau 9. Mein Messer 10. Warum Nur? |

| • 'Alles für Dich' (23 de novembre de 2012) |
| --- |
| (Scanner) 1. Albtraum deiner Lust 2. Blut Geleckt 3. Ich Darf Das! 4. Liebeslied für Dich 5. Tanz für Dich 6. Lüge! 7. Therapie für Dich 8. Alles für Dich 9. Tabu 10. Wie eine Spinne 11. Blut Geleckt (Reprise) 12. Rosen für Dich 13. Lüge (Straftanz Remix) (bonus track) 14. Blut Geleckt (Schizophreniac Remix) (bonus track) 15. Zerbrochenes Spielzeug (Family Core Remix) (bonus track) |

| • 'Glaube Liebe Hoffnung (dos versions) (26 de setembre de 2014) |
| --- |
| (Scanner) 1. Glaube Liebe Hoffnung 2. Lust und Tod 3. Verlassen 4. Solipsismus 5. Mensch und Tier 6. Tränen in einer Toten Welt 7. Ficken Ist ein Schlimmes Wort 8. Blutwalzer 9. Sex in Latex 10. Zukunftsvision 11. Bete und Arbeite 12. Quid Pro Quo 13. Wie eine Hyäne 14. Paradis 15. Ich Bin Gott |

| • 'Vagina Dentata (dos versions) (6 de maig de 2016) |
| --- |
| (Scanner) 1. Vagina Dentata 2. Liebe Will Beweise 3. Ich Liebe meine Vagina 4. Wie eine Krake 5. Annika Ist Tot 6. Tor Zur Hölle 7. Los Schlampe, Ficken Geht Immer! 8. Die Ganze Welt Ist ein Zirkus 9. Fleisch für die Hyänen 10. Nordsee (Tango) 11. Fette Katzen 12. Angst Enstellt den Menschen 13. Perverse Mädchen 14. Sisyphos Will Vögeln 15. Vagina Dentata |

| • 'Engel im Rausch' (26 octubre 2018) |
| --- |
| (Scanner) 1. Engel im Rausch 2. Wildes Tier 3. Engel im Himmel 4. Goldener Reiter 5. Annika in Ekstase 6. … und ich fühle nichts 7. Atme mich 8. Fickmaschine 9. Rosemarie 10. Lila Katzen 11. Sternenmädchen 12. Beleidigte Engel 2020 13. In deinem Kopf 14. Wie eine Zecke 15. Sex in Deutschland 16. Nein! 17. Wodka (Polka) 18. Helle Sonne |

| • 'Zyklus (doble CD) (9 d'abril de 2021) |
| --- |
| (Scanner) CD 1 1. Alpha 2. Wilde Wölfe 3. Alles kaputt! 4. Annika nimmt Drogen 5. PENG! PENG!… TOT! 6. Respekt und Sex 7. Klinik 8. Zyklus 9. Sarkastische Katzen 10. Laber laber 11. Wie ein Hamster 12. Messer an die Kehle 13. Fickstück 14. Süchtig nach Ewigkeit (Rhumba) 15. Omega CD 2 Aranea Peel singt Klassische deutsche Chansons 1. Ich weiß nicht, zu wem ich gehöre 2. Ich lass mir meinen Körper schwarz bepinseln 3. Mutter Beimlein 4. Seeräuberjenny 5. Ich bin von Kopf bis Fuß auf Liebe eingestellt 6. Materl 7. Vom ertrunkenen Mädchen 8. Das Lied von den braunen Inseln 9. Ballade von der sexuellen Hörigkeit 10. Keiner weiß, wie ich bin |

### Senzills i EPs
| Llançament             | Discogràfica    | Gèneres                | Tema    |
| ---------------------- | --------------- | ---------------------- | ------- |
| 12 de desembre de 2014 | Leidbild Design | Electronic, Industrial | Rebirth |

### Recopilatoris
| Llançament   | Discogràfica         | Autors   | Títol                                                | Gèneres                                                 | Tema                        |
| ------------ | -------------------- | -------- | ---------------------------------------------------- | ------------------------------------------------------- | --------------------------- |
| 6 mai. 2011  | Batbeliever Releases | Diversos | Gothic Compilation Part LI                           | Electronic, Rock, Classical, Folk, World, Country       | 2-7 Untergang               |
| 1 nov. 2011  | UpScene              | Diversos | Extreme Lustliedes 5                                 | Electronic                                              | 1-10 Drecksau               |
| 2012         | Batbeliever Releases | Diversos | Gothic Compilation Part LVII                         | Electronic, Rock                                        | 2-2 Blut Geleckt            |
| 26 set. 2012 | ZYX Music            | Diversos | Schwarze Welle 4                                     | Alternative Rock, Emo, Industrial, Indie Rock, Darkwave | 1-11 Beleidigte Engel       |
| 12 abr. 2013 | Alfa Matrix          | Diversos | Absolute Grrrls Manifest Chapter 1                   | Electronic, Rock                                        | 4-13 Tanz für Dich          |
| 31 oct. 2014 | UpScene              | Diversos | Extreme Lustlieder 6                                 | Electronic                                              | 1-7 Lust und Tod            |
| 2014         | ZYX Music            | Diversos | Schwarze Welle                                       | Electronic, Rock, Pop                                   | 1-11 Beleidigte Engel       |
| 2019         | Alfa Matrix          | Diversos | Endzeit Bunkertracks Act VIII                        | Industrial, EBM, Electro, Goth Rock                     | 4-402 Wildes Tier           |
| 2020         | Scanner              | Diversos | A Human Scan(ner) (The 20th Anniversary Compilation) | Electronic                                              | Wildes Tier (dues versions) |

### Vídeos
| Llançament         | Discogràfica | Autors   | Títol              | Gèneres                     | Tema         |
| ------------------ | ------------ | -------- | ------------------ | --------------------------- | ------------ |
| 15 d'abril de 2011 | Nachtaktiv   | Diversos | Nachtaktiv Magazin | Electronic, Rock, Classical | 19 Untergang |

### Remescles
| Llançament | Discogràfica | Autors   | Títol                                     | Gèneres          | Tema    |
| ---------- | ------------ | -------- | ----------------------------------------- | ---------------- | ------- |
| 2014       | Devil-M      | Diversos | Revenge of The Antichrist (dues versions) | Electronic, Rock | Rebirth |

## Actuacions en directe (selecció)
- 2010

- 3 novembre. Berlín (Alemanya).

- 2011

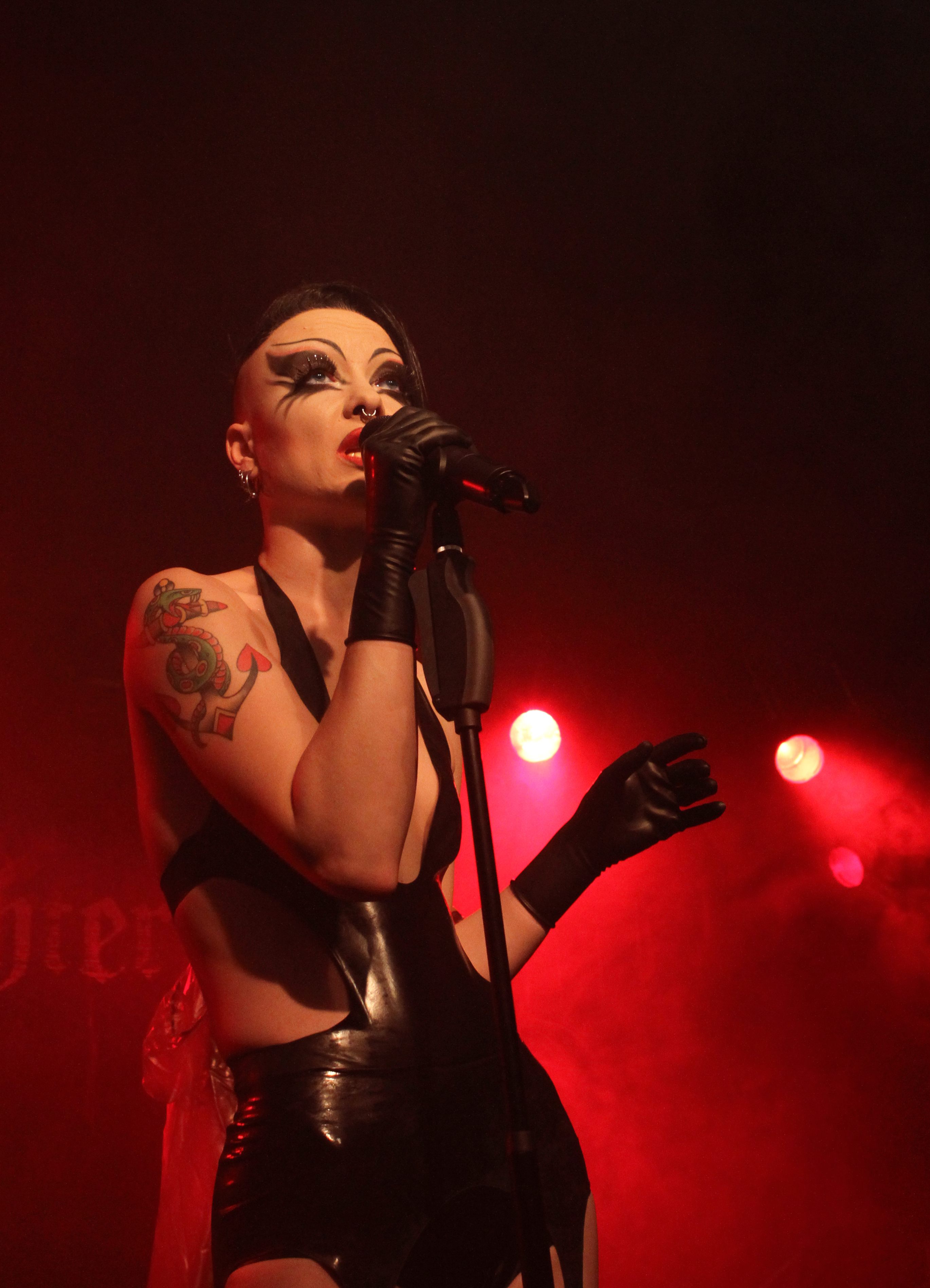
14 agost 2012. Theaterfabrik, Múnic (Alemanya).

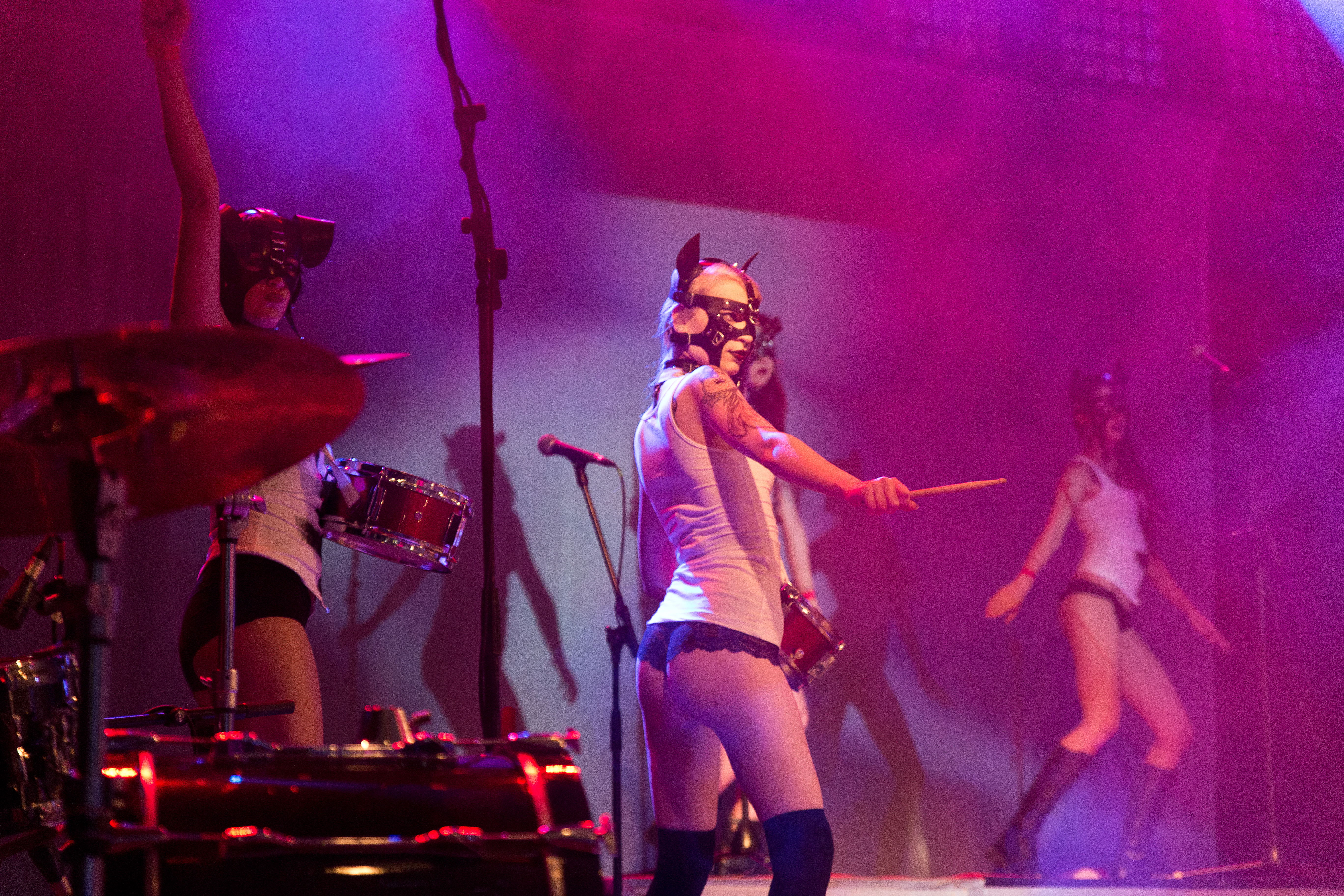
16 maig 2016. 25è Wave-Gotik-Treffen, Leipzig (Alemanya).

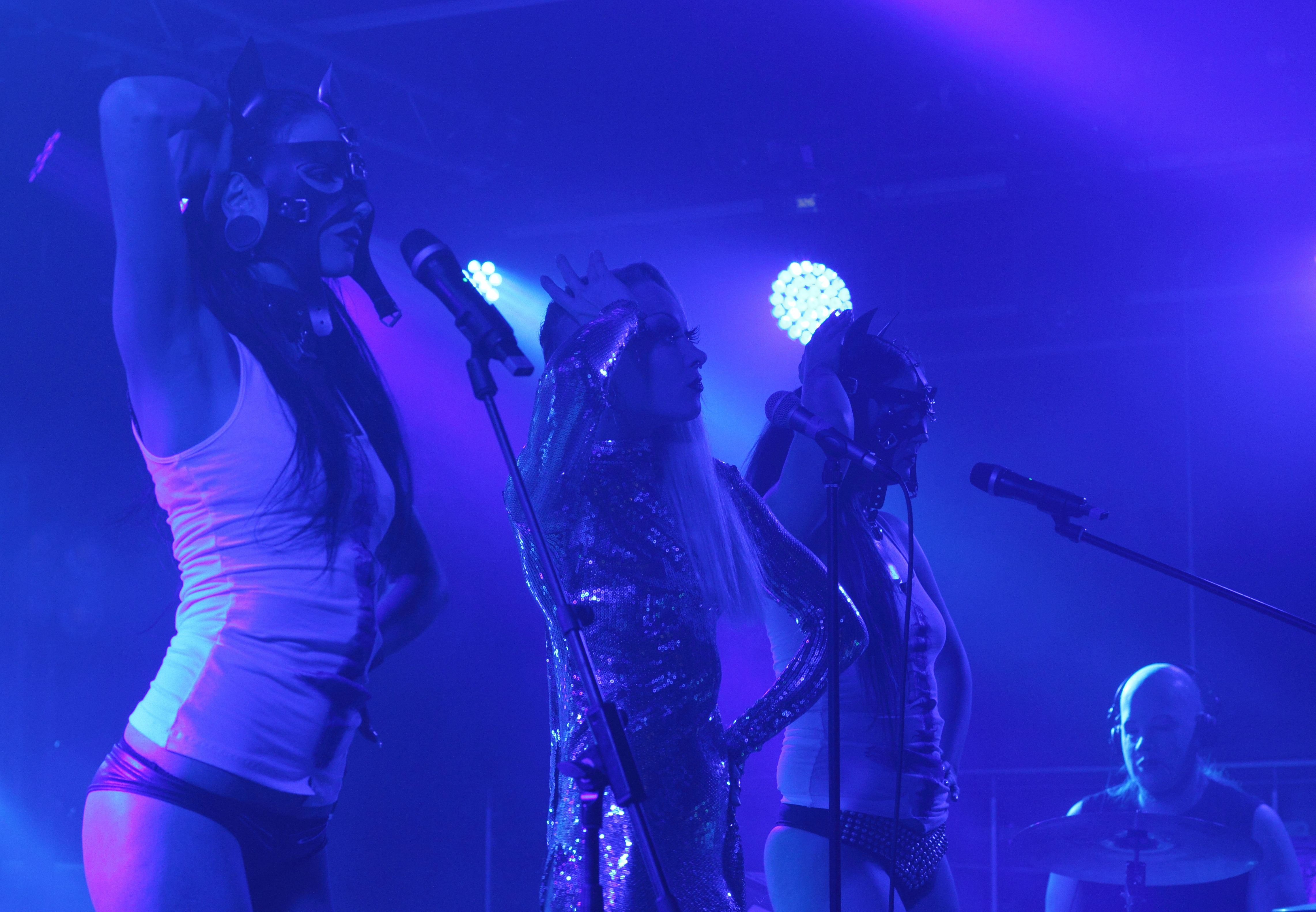
27 agost 2016. Infest Festival, Bradford (Regne Unit).

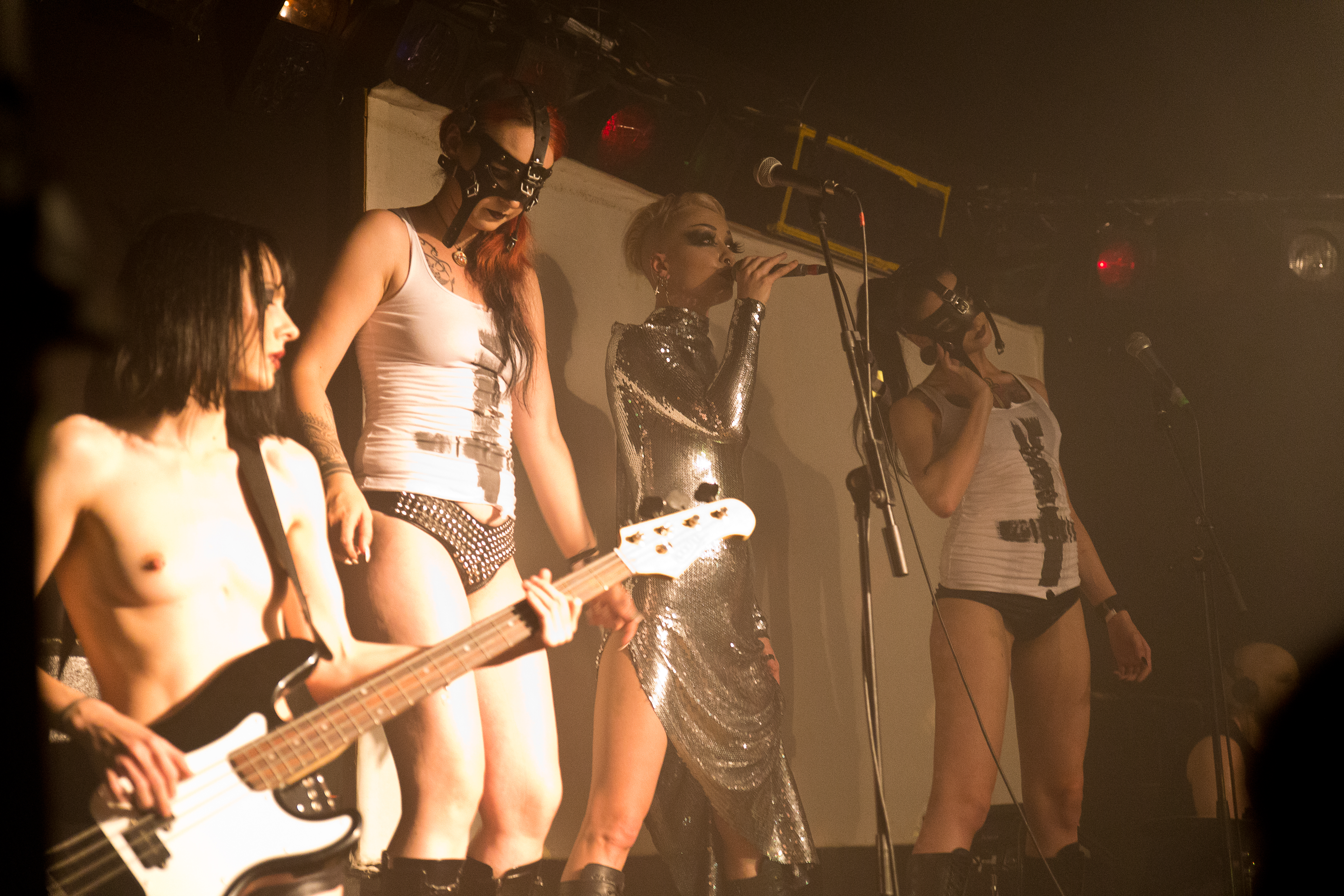
Era Kreuz (esquerra.) 10 setembre 2016. Club Hellraiser, Leipzig (Alemanya).

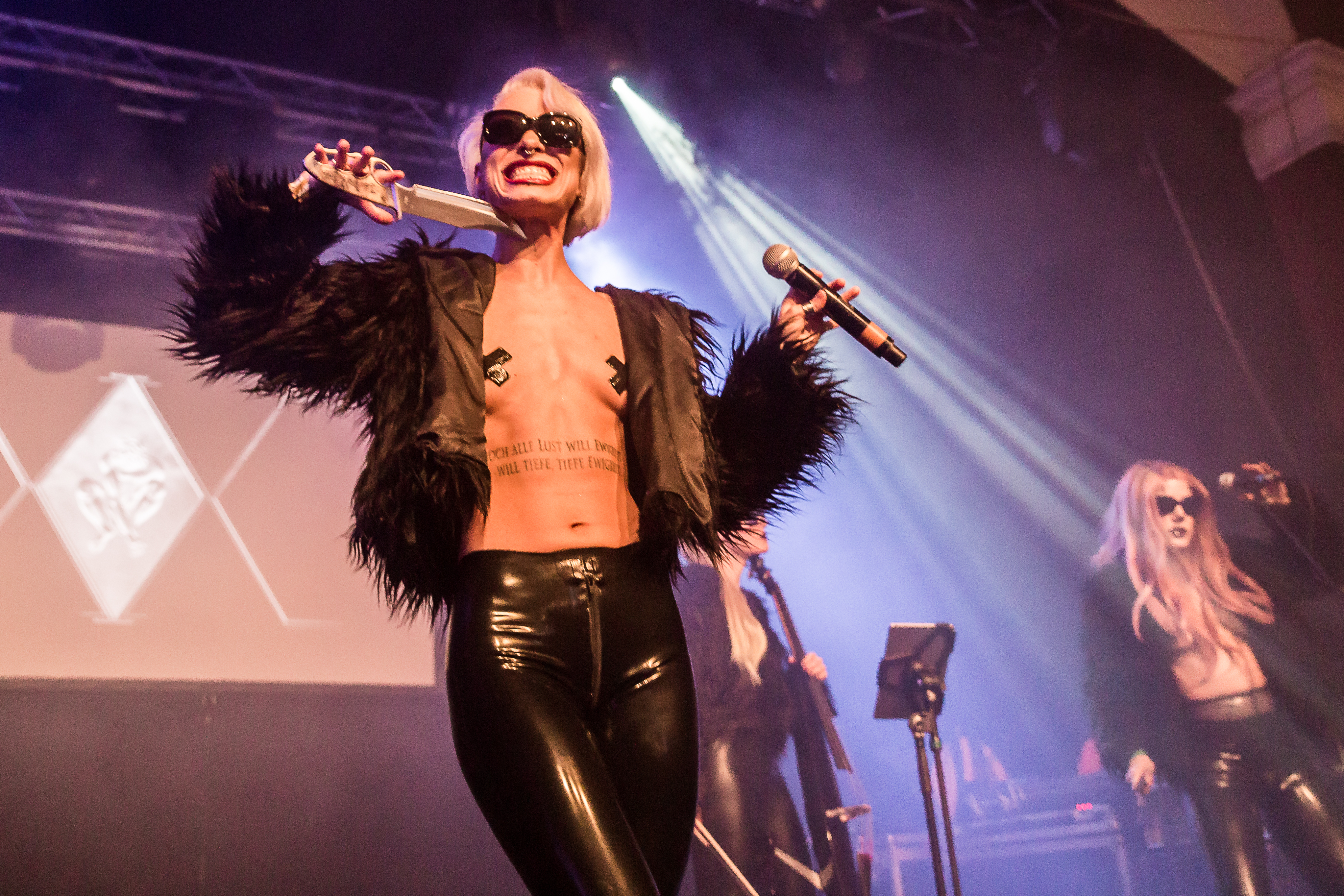
8 juny 2019. 28è Wave-Gotik-Treffen, Leipzig (Alemanya).

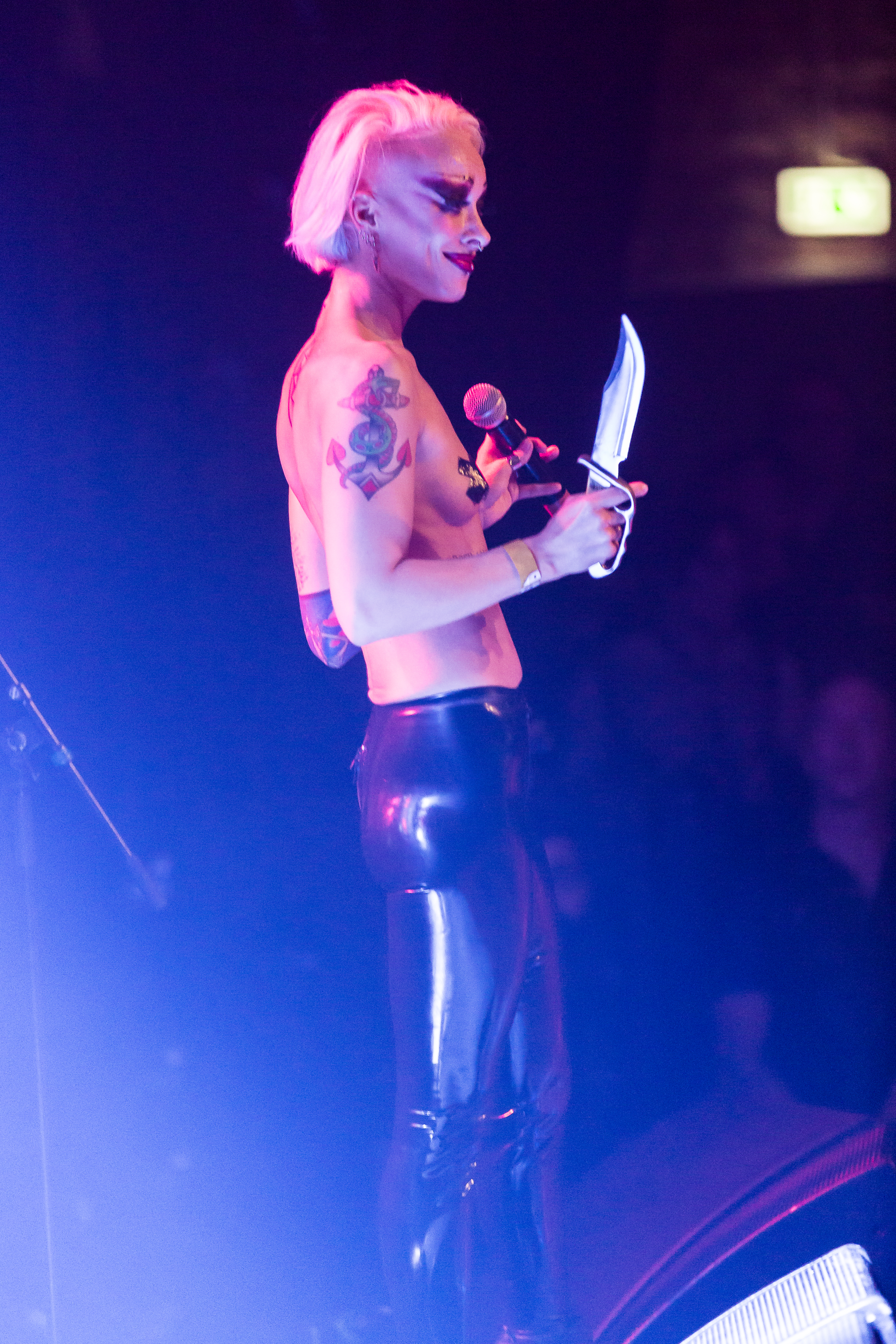
8 juny 2019. 28è Wave-Gotik-Treffen, Leipzig (Alemanya).

- 29 abril. Moritzbastei, Leipzig (Alemanya).

- 2012

- 23 febrer. Club Eigenart, Lüdenscheid (Alemanya).
- 14 agost. Theaterfabrik, Múnic (Alemanya).

- 2013

- 19 maig. 22è Wave-Gotik-Treffen, Leipzig (Alemanya).
- 27 juliol. Summer Darkness, Utrecht (Països Baixos).
- 18 desembre. Schwankhalle, Bremen (Alemanya).

- 2014

- 23 octubre. Schaulust, Bremen (Alemanya).
- 15 novembre. Praga (República Txeca).

- 2015

- 5 abril. Black Easter Festival, Anvers (Bèlgica).
- 25 abril. Bunker, Dresden (Alemanya).
- 14 novembre. Garatge Deluxe, Múnic (Alemanya).

- 2016

- 19 març. Gothic Fetish Party, VooDoo Club, Varsòvia (Polònia).
- 16 maig. 25 th Wave-Gotik-Treffen, Leipzig (Alemanya).
- 25 agost. VII Festival Entremuralhas, Leiría (Portugal).
- 27 agost. Infest Festival, Bradford (Regne Unit).
- 10 setembre. Club Hellraiser, Leipzig (Alemanya).
- 17 desembre. Waregem (Bèlgica).

- 2017

- 27 maig. Nová Chmelnice, Praga (República Txeca).
- 2 desembre. Rockpalast, Bochum (Alemanya).

- 2018

- 2 febrer. Li Cirque Frivole, Düsseldorf (Alemanya).
- 10 febrer. Second Skin, Atenes (Grècia).
- 3 març. Transition Party, Berlín (Alemanya).
- 9 març. PMK, Innsbruck (Àustria).
- 10 març. Grind House, Pàdua (Itàlia).
- 6 abril. Downhill Festival, Sittard (Països Baixos).
- 7 abril. B 52's, Eernegem (Bèlgica).
- 26 abril. Blue Shell, Colònia (Alemanya).
- 27 abril. Legends Lounge, Múnic (Alemanya).
- 28 abril. 7er Club, Mannheim (Alemanya).
- 29 abril. SubKultur, Hannover (Alemanya).
- 9 maig. Volxhaus, Klagenfurt (Àustria).
- 10 maig. Mc Pekarna, Maribor (Eslovènia).
- 11 maig. UHU-Club, Bratislava (Eslovàquia).
- 12 maig. Melodka, Brno (República Txeca).
- 9 juny. Undergroundovy Klub Eden, Broumov (República Txeca).
- 13 juny. Castle Party Festival, Bolkow (Polònia).
- 4 agost. BGT Chesters, Berlín (Alemanya).
- 14 setembre. Cabaret Onirique, Estrasburg (França).
- 21 setembre. Moritzbastei, Leipzig (Alemanya).
- 13 octubre. Autumn Moon Festival, Hameln (Alemanya).
- 3 novembre. The Ink – Tattoo Event, Hamm (Alemanya).

- 2019

- 9 febrer. Moritzbastei, Leipzig (Alemanya).
- 16 febrer. Das Bett, Frankfurt (Alemanya).
- 8 març. Cabaret Fledermaus, Viena (Àustria)
- 21 abril. Nostromo, Görlitz (Alemanya).
- 25 maig. Helvete Metal Club, Oberhausen (Alemanya).
- 8 juny. 28 th Wave-Gotik-Treffen, Leipzig (Alemanya).
- 22 juny. Backstage, Múnic (Alemanya).
- 14 setembre. Club from Hell, Erfurt (Alemanya).
- 26 octubre. Planet Bizarre – Rockfabrik, Augsburg (Alemanya).
- 2 novembre. Zalavparka, Sofia (Bulgària).
- 20 desembre. Subkultur, Hannover (Alemanya).
- 28 desembre. Factory, Magdeburg (Alemanya).

- 2020

- 31 gener. Nuke Club, Berlín (Alemanya).
- 1 febrer. Reithalle Straße E, Dresden (Alemanya).

- 2021

- 4 setembre. Steamball VI, Kulturhaus Kili, Berlín (Alemanya).
- 5 setembre. Replugged, Lerchenfelderstrasse 23, Viena (Àustria).
- 20 novembre. Floor Club, Kloten (Suïssa).

### Hemeteca
- Andreas F. «Grausame Töchter: veröffentlichen Video zu "Klinik"». TIME FOR METAL, 17 may. 2020.
- Caluwe, Benny «Grausame Töchter». PEEK-A-BOO Magazine, 1 abr. 2015.
- Coldheart, Stef «Grausame Töchter». PEEK-A-BOO Magazine, 1 sep. 2016.
- Klein, Ronald «Interview mit Aranea Peel (Grausame Töchter) ». CULTURMAG, 22 may. 2013.